# Ōsumi
Ōsumi (auch Ohsumi, jap. おおすみ) ist die Bezeichnung des ersten japanischen Satelliten. Der Osumi wurde am 11. Februar 1970 mit einer Lambda-4-Rakete vom Kagoshima Space Center gestartet. Der Ōsumi-Satellit wog 12 kg. Die Bahnneigung betrug 31 Grad, das Perigäum 350 km und das Apogäum 5140 km. Nur wenige Stunden nach dem Start stellte der Satellit den Sendebetrieb ein.
Mit diesem Start wurde Japan die vierte Nation, die einen Satelliten mit einer eigenen Trägerrakete ins All beförderte.